# 首都立地法 (アメリカ合衆国)

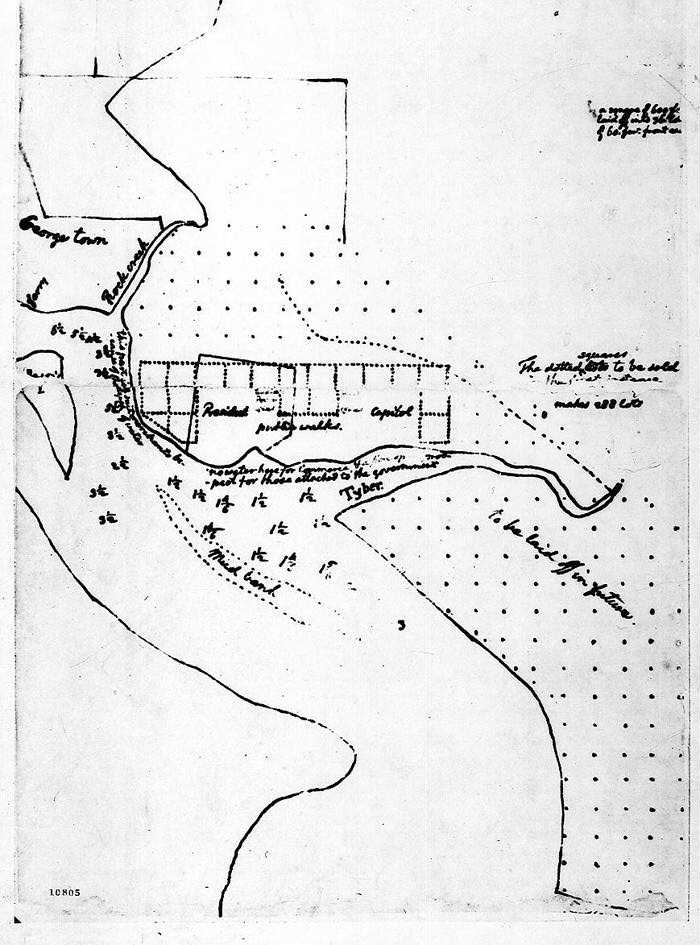
トーマス・ジェファーソンが描いたワシントンD.C.のスケッチ、1791年3月

首都立地法（しゅとりっちほう、英: Residence Act of 1790）は、アメリカ合衆国の首都をどこに置くかという問題を解決した連邦法である。公式の名称は「アメリカ合衆国政府の暫定的および恒久的所在地を決める法」である。この法によって首都はポトマック川沿いに置かれることになった。

## 概要
連邦議会はこの首都立地法を、ジェームズ・マディソン、トーマス・ジェファーソンおよびアレクサンダー・ハミルトンの間の妥協の産物として成立させた。マディソンとジェファーソンは首都の立地として南部よりのポトマック河畔を推したが、議会に通すには多数派を掴んでいなかった。一方ハミルトンはアメリカ独立戦争の間に各州が負い込んでいた負債を連邦政府が肩代わりする法案である肩代わり法案を成立させようとしていた。この妥協のために、ハミルトンはポトマック河畔案に対するニューヨーク州議員の支持を取り付け、一方バージニア州の議員が肩代わり法案を支持した。
首都立地法は、ジョージ・ワシントン大統領に首都の立地場所をポトマック河畔に選定する権限を与え、その使用開始の最終期限を1800年12月と定めた。一方、フィラデルフィアが暫定首都に選定された。ワシントンは3人のコミッショナーを指名する権限があり、ワシントンD.C.で連邦政府の建物建設を監督することとされた。ワシントンはその建設に個人的な興味もあった。トーマス・ジェファーソンはワシントンに対する重要なアドバイザーであり、アメリカ合衆国議会議事堂と大統領官邸の設計を募るためにデザインコンペを行うことを助けた。議事堂の建設には、資金不足などの問題があって難航し、ここで議会が初めて招集された1800年11月でも部分的な完成しか見ていなかった。

## 背景
アメリカ独立戦争の間、第二次大陸会議はフィラデルフィアのペンシルベニア・ステートハウスで招集されていた。イギリス軍からの脅威があったために、大陸会議はボルティモア、ペンシルベニア州のランカスター、同じくヨークに移動を強いられ、その後にフィラデルフィアに戻っていた。独立を達成する過程で連合会議が結成され、1783年6月までフィラデルフィアで招集されたが、この6月に怒れる兵士の暴徒がインデペンデンス・ホールに集まり、独立戦争に従軍したときの給与の支払いを要求した。連合会議はペンシルベニア州知事のジョン・ディキンソンに、会議を抗議者から守るために民兵隊の招集を行うよう要請した。この暴動は後に1783年のペンシルベニア反乱と呼ばれるようになった。このときディキンソンは抗議者に同情的であり、フィラデルフィアから抗議者を排除することを拒否した。その結果、連合会議は6月21日にニュージャージー州プリンストンへの移転を余儀なくされ、さらにメリーランド州アナポリス、ニュージャージー州トレントンと渡り歩き、最後はニューヨーク市に移動していた。1789年、アメリカ合衆国憲法の批准とともにアメリカ合衆国議会が形成されたが、このとき以降も議会はニューヨーク市に留まり続けた。

## 首都の場所探し
どこを首都の場所とすべきかについては1783年に問題提起されていた。各州から多くの場所が首都の候補地として提案された。例えば、ニューヨーク州キングストン、ニュージャージー州ノッティンガム・タウンシップ、メリーランド州アナポリス、バージニア州ウィリアムズバーグ、デラウェア州ウィルミントン、ペンシルベニア州レディング、同じくジャーマンタウン、同じくランカスター、ニューヨーク市、フィラデルフィア市、ニュージャージー州プリンストンなどがあった。しかし、南部州は首都を北部の州に置くことを認めようとしなかった。2つの首都を造るという提案もあった。連合会議は1783年にメリーランド州ジョージタウン近くのポトマック河畔と、別にデラウェア川沿いの首都案を承認したが、この計画は翌年には撤回された。
首都の立地選定問題は数年間棚上げされ、1787年の憲法制定会議で取り上げられた。この憲法の第1条第8節では次のように記されている。
首都立地に関する議論は1789年にアメリカ合衆国議会が招集されたときに加熱した。議員達が推す場所は2つあった。1つはジョージタウンに近いポトマック河畔であり、もう1つはライツフェリー（現在のペンシルベニア州コロンビア）に近いサスケハナ河畔だった。1789年9月に下院でサスケハナ河畔案が承認され、一方上院ではペンシルベニア州ジャーマンタウンに近いデラウェア川沿いの地を特定し、このときは合意が得られなかった。

## 妥協

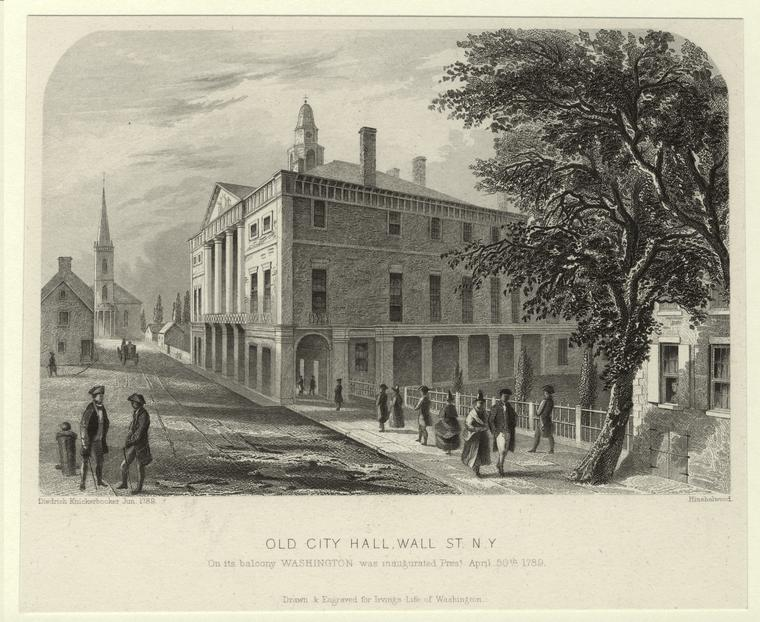
首都立地法は1790年に連邦議会がニューヨーク市のフェデラルホールで開かれている時に成立した。

首都立地の問題は1790年の夏に再度表面化された。これと同時期にアメリカ合衆国財務長官のアレクサンダー・ハミルトンは、国の財政計画について議会通過を働きかけていた。ハミルトン案の重要な条件は、アメリカ独立戦争の間に各州が負い込んでいた負債を連邦政府が肩代わりすることだった。北部州の負債は総額2,150万米ドルに上っていたので、特に連邦政府による肩代わりの要望が強かった。連邦政府による肩代わりが認められると、南部の住人は北部の負債の一部負担を強いられることになるので、この提案を飲むことを躊躇っていた。バージニア州を含む幾つかの州はその負債のほぼ半分を償還してしまっていたので、その納税者達が利益にならないことに再度負担を強いられるべきではないと考え、ハミルトンの計画が新しい憲法で規定する政府の権限を越えているとも主張していた。当時バージニア州選出下院議員だったジェームズ・マディソンは南部の議員団を率いており、ハミルトンの計画の成立を阻もうとしていた。
ジェファーソンが1790年6月下旬にニューヨーク市にあるワシントン大統領の居宅でハミルトンと出遭ったときに、マディソンとハミルトンを同席でディナーに招待したいと申し出た。その結果として妥協が生まれることになり、北部の議員団は南部寄りのポトマック河畔に首都を置く案に同意し、その見返りに南部の議員は連邦政府が州の負債を肩代わりする案に同意することになった。ジェファーソンはジェームズ・モンローに宛てて、この妥協を説明する手紙を書いた。
アメリカ合衆国議会第1議会はこの妥協に同意し、首都立地法は僅差ながら成立した。ジェファーソンは負債処理条項のある法案に対してバージニア州選出議員の支持を取り付け、ハミルトンは首都の立地としてポトマック河畔を選ぶ法案に対してニューヨーク州選出議員を説得して賛成させた。首都立地法案は1790年7月1日に上院で賛成14票対反対12票、7月9日に下院で賛成31票対反対29票で可決された。連邦政府肩代わり法案は1790年7月16日に上院で僅差で成立し、下院は7月26日に通った。
首都立地法では、その場所としてポトマック河畔の東支流（アナコスチャ川）とコノゴチェグ（メリーランド州ウィリアムズポートとヘイガーズタウンの近く）の間、「10マイル (16 km) 四方」すなわち一辺が10マイルで面積は100平方マイル (259 km2）を超えないこととされた。この法ではコミッショナー達が連邦政府の用途で取得できるポトマック川のメリーランド州側に制限していた。
この法では、ジョージ・ワシントン大統領に正確な場所を決定し、測量士を雇う権限を与えていた。大統領は連邦議会とその他役所のために適当な建物を1800年1月の第1月曜日までに準備することが求められ、連邦政府はあらゆる公共的建築物に対する予算の手当をすることとされた。
この法では、領土の一部を割いて連邦政府の領域に提供される州の法律がその領域に適用されることを規定した。具体的にはメリーランド州法はポトマック河畔東岸に、バージニア州法はコロンビア特別区の西側に、連邦政府が公式に立地されるまで適用されるものとした。1800年に連邦議会が連邦政府地区の管理を受け取る際に、コロンビア特別区内の事情について全ての権限を取得することとされた。
ハミルトンは連邦肩代わり法案の成立に必要な票を確保するために、ペンシルベニア州議員団の票も味方に付ける必要があった。このために連邦政府の恒久的首都が完成するまでの10年間、暫定首都としてフィラデルフィアを指定することを決めた。連邦議会は1790年12月6日、フィラデルフィアのコングレスホールで再招集された。

## 首都の建設

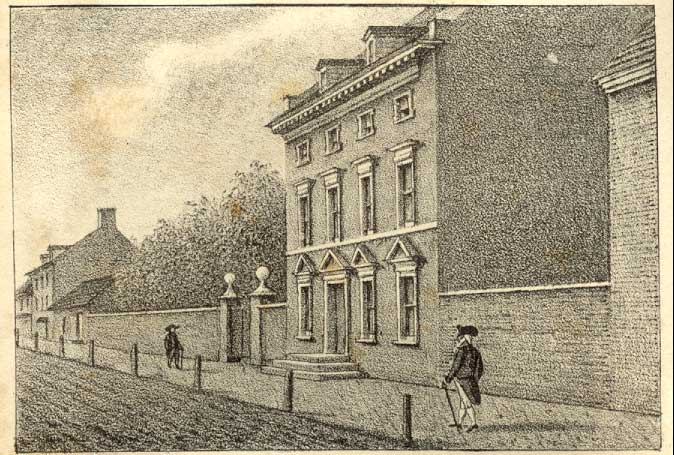
フィラデルフィアの大統領官邸、この官邸は1790年から1797年までジョージ・ワシントン、1797年から1800年までジョン・アダムズ両大統領の官邸として使用された。アダムズは1800年11月1日にワシントンD.C.に建設されたホワイトハウスの最初の住人になった

ポトマック河畔に首都を建設する計画が実現せずに、首都がいつまでもフィラデルフィアに留まることを望む者もいた。しかし、ジョージ・ワシントン大統領は迅速に行動を開始し、ジェファーソンと共に自らその建設計画が立てられ実行されるのを監督した。ひとたび恒久的首都の計画が立案されると、ペンシルベニア州の代議員団はフィラデルフィアにおける連邦政府建物は大統領官邸の維持予算を割り当てるなど、首都建設計画を潰す方向に動き続けた。
首都建設法は正確な位置を規定していなかったが、ジョージタウンが首都になるものと見なされていた。ワシントンはジョージタウンの南東部、アナコスチャ川（東部支流）近くの視察を始めた。そこの土地所有者の中には首都のために進んで土地を売るつもりがあるとワシントンに伝える者もいた。ワシントンはポトマック河畔の別の土地も視察した。その後幾つかの土地について具体的詳細と所有状況を知るために調査させることにした。ワシントンは1790年11月にフィラデルフィアに戻り、トーマス・ジェファーソンと首都立地法の実行案を協議した。このときにジョージタウンがその近傍に立地を定めることとなった。ジョージタウンは滝線のすぐ下にあり、外洋船が航行可能なことでは最も内陸にあった。

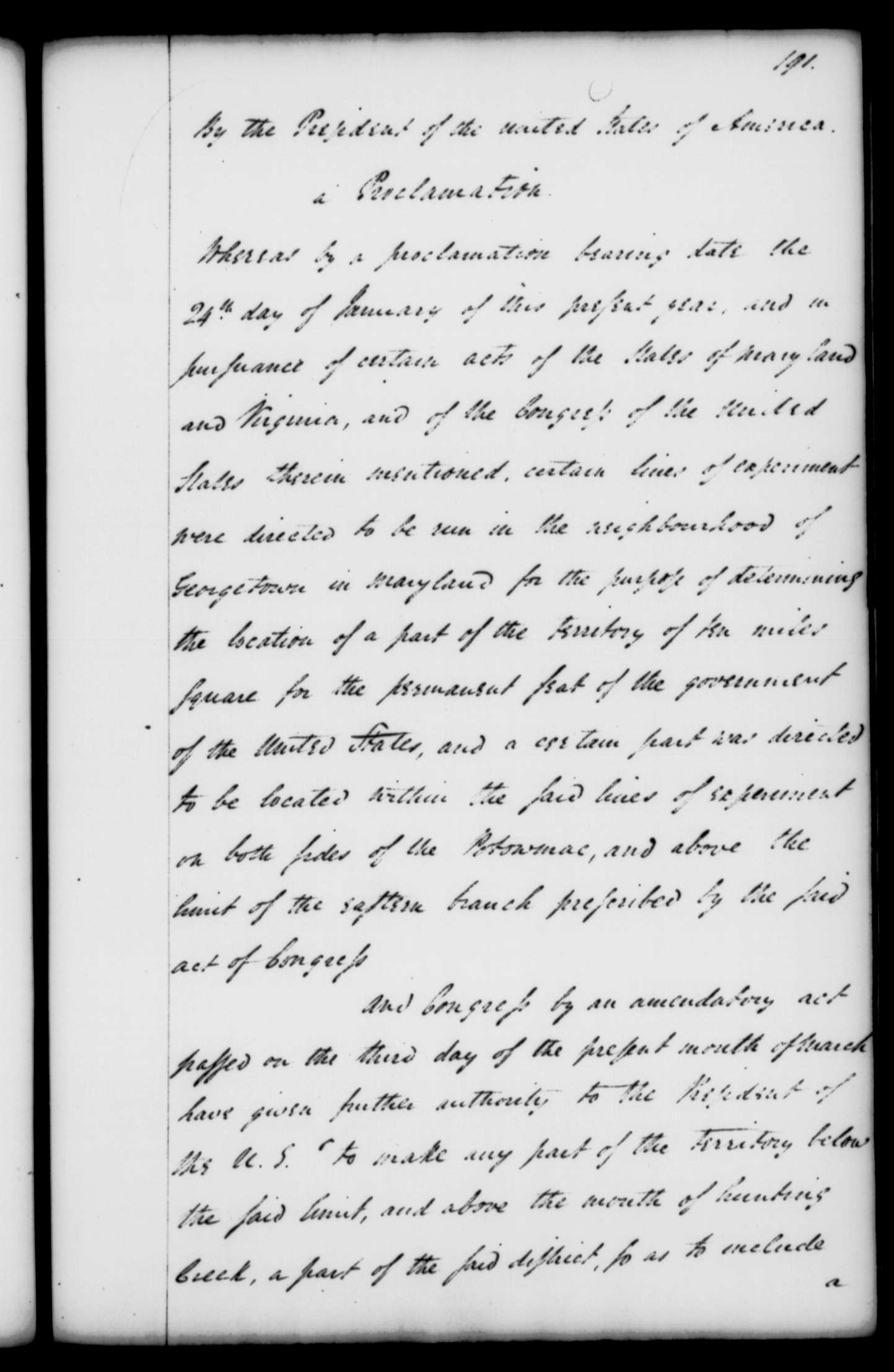
1791年3月30日にジョージ・ワシントン大統領が書いた声明書。連邦政府の首都ワシントンD.C.に提案する境界を指定している

1791年1月、ワシントン大統領は首都立地法に従い、ダニエル・キャロル、トマス・ジョンソン、デイビッド・スチュアートの3人を首都建設のコミッショナーに指名した。その委員会には連邦政府地区の測量を監督させることとし、測量士にはアンドリュー・エリコットを指名した。ワシントンは1月24日に議会に対して立地選定結果を伝え、さらに東部支流の南のバージニア州アレクサンドリアまで首都が広がることを認めるよう首都立地法を修正する提案を行った。議会は大統領の変更提案に同意した。しかし、法の原文に対する拘りがあり、修正案では「ポトマック川のメリーランド州側以外では公共建築物の建設」を禁じる条項を入れた。1791年早春には、都市建築家のピエール・シャルル・ランファンが首都の都市計画作成を始めた。
アメリカ合衆国議会議事堂と大統領官邸の設計を募るためにデザインコンペが行われた。ホワイトハウスのデザインには建築家のジェイムズ・ホバンが選ばれたが、議会議事堂のデザインには満足できるものが無かった。期限を過ぎて提出されたウィリアム・ソーントンの議会議事堂デザインが選ばれることになったが、その計画は多くの面で素人のものだった。建設を監督させるためにスティーブン・ハレットが雇われ、1793年9月に着工となった。ハレットはワシントンやジェファーソンの意に反して設計に変更を加える事が多かったので、結果的に解任された。1795年10月に建設監督としてジョージ・ハドフィールドが雇用されたが、ソーントンの計画とそれまでになされた工事の質に不満を抱き、3年後の1798年5月に辞任した。
首都立地法の当初の意図にはワシントンD.C.の区画を売り出して、その利益で首都の建物建設費用を補おうとしていた。しかし、その区画を購入する者がほとんど居なかった。資金不足のためにワシントンD.C.での議会議事堂やその他政府建物の建設に遅れなど問題を生じさせた。
1800年に上院の翼が完成したが、下院の翼の完成は1811年になった。しかし、下院は1807年に下院翼に移転した。建物は未完成だったが、議事堂では1800年11月17日に最初の会期が開催された。ジョン・アダムズ大統領の奨励で議会が恒久的にワシントンD.C.に移された。アダムズは大統領として2期目の選挙で南部州の票を当てにしていた。

## 領土の返還
首都のバージニア州側（アレクサンドリア郡）住人は、連邦首都に含まれた領域をバージニア州に戻すよう請願して成功した。これは1846年7月9日に成立した。アレクサンドリア郡は現在アーリントン郡とアレクサンドリア市の一部になっている。